# Texas Roadhouse
A Texas Roadhouse, Inc. é uma cadeia de steakhouse americana especializada em bifes ao estilo da culinária texana e do Sudoeste. É uma subsidiária da Texas Roadhouse Inc, que tem dois outros conceitos (Bubba's 33 e Jaggers) e está sediada em Louisville, Kentucky. Em agosto de 2021, a cadeia operava cerca de 627 locais em 49 estados dos EUA e 29 locais internacionais em 10 países.

## História
O primeiro Texas Fresh Cut Steak abriu a 17 de fevereiro de 1993, no Greentree Mall em Clarksville, Indiana, com o fundador Wayne Kent Taylor. Um segundo restaurante abriu em Gainesville, Flórida, em novembro do mesmo ano. Em 2004, a Texas Fresh Cut Steak abriu 162 restaurantes em 32 estados dos EUA e abriu o seu capital e se tornou uma empresa pública no mesmo ano.
Em 2014, a Texas Fresh Cut Steak abriu o seu primeiro restaurante na Ásia, na cidade de Taipé, Taiwan.
Em 18 de março de 2021, o fundador Wayne Kent Taylor morreu por suicídio depois de não ter conseguido tolerar o zumbido causado pela síndrome pós-COVID-19.

## Operações e marketing
A declaração de missão da Texas Roadhouse é "Comida lendária, serviço lendário". A sua mascote é um tatu chamado Andy. Os restaurantes da empresa oferecem entretenimento sob a forma de dança em linha. Os empregados de mesa, as empregadas de mesa e os anfitriões executam estas danças durante toda a noite. Os empregados participam em concursos inter-empresas: os empregados de bar competem no concurso "The Real Bar" e os cortadores de carne no concurso anual "Meat Hero Competition".
A Roadhouse Corporation apoia os programas de construção de casas Habitat for Humanity International e Homes For Our Troops. A empresa também patrocina uma equipe de ciclismo de estrada com cerca de 20 ciclistas. A Texas Roadhouse é um dos principais apoiantes dos Jogos Olímpicos Especiais.
Cada restaurante tinha uma mesa chamada "Willie's Corner", com fotografias e objetos de Willie Nelson. Em 2002, Nelson assinou um acordo para se tornar parceiro oficial do Texas Roadhouse. Desde então, Nelson tem promovido fortemente a cadeia, incluindo um especial na Food Network. Willie Nelson é o proprietário do Texas Roadhouse em South Austin, Texas.

## Culinária
O Texas Roadhouse serve culinária texana e americana, incluindo bife, costeletas, frango e marisco.